# Tællelyset
Tællelyset er måske det første kendte eventyr af H.C. Andersen. Eventyret, som stammer fra en afskrift fundet i oktober 2012 blandt rigsarkivets materiale, er skrevet i 1820'erne, da H.C. Andersen var meget ung, formentlig 15-20 år gammel. 
Eventyret blev fundet af lokalhistorikeren Esben Brage, der undersøgte præste- og handelslægten Plum. Esben havde bestilt mange dokumenter fra Rigsarkivet, og det kom i fire kasser med ca. 1000 dokumenter i hver, og det var i en af disse kasser, han fandt eventyret. Forinden dette fund, havde kassen været udlånt til et ægtepar, der også interesserer sig for slægtsforskning. De havde også fundet eventyret, men troede ikke, at det var den berømte H.C. Andersen, det drejede sig om. De ville derfor ikke have æren, for at have fundet eventyret.
Eventyret er tilegnet præsteenken Madam Bunkeflod, hvilket står på manuskriptet. Hun boede tæt ved H.C. Andersens Barndomshjem og han besøgte hende en del i sine unge dage. Der er tale om en afskrift og ikke et originalmanuskript, da håndskriften tydeligt afviger fra H.C. Andersens.
Det er et interessant fund, der bevidner at han beskæftigede sig med eventyrgenren som ung og inden hans egentlige forfatterskab. Litterært set er Tællelyset ikke på højde med de kendte eventyr. Det er muligvis fra hans skoletid. Eventyret mangler sproglig genialitet og humor, samt en del af de ting der kendetegner hans eventyr. Dog er det et såkaldt tingseventyr, hvor døde genstande optræder som levende væsner med menneskelige egenskaber, og det var netop H.C. Andersens særkende.
H.C. Andersens eventyr er meget berømte og oversat til over 100 sprog, så da nyheden kom i medierne, skabte det stor interesse verden over. I løbet af de næste par dage var nyheden gengivet af britiske BBC, Japan Today, russiske RTE og Aftonposten i Norge. Nyheden nåede også mange andre lande, f.eks. Estland, Holland og Indonesien.

## Handling
Eventyret handler om et tællelys, hvis forældre er et får og en smeltegryde. Tællelyset bliver mere og mere mismodigt, da det ikke kan finde mål eller indhold i livet. Men da tællelyset møder et fyrtøj som tænder flammen på tællelyset, finder det sin rette plads i livet og spreder glæde for sig selv og sine medskabninger.

## Tvivl om ægtheden
Der er fremført tvivl fra professor Jørn Lunds side, om Tællelyset virkelig er skrevet af H.C. Andersen. Han nævner, at stilen i eventyret ikke passer med den samtid, hvori det skulle være skrevet. Fx var ordet "formfuldendt", der optræder i teksten, meget sjældent brugt på den tid og først brugt af H.C. Andersen 30 år senere. Det var ikke ualmindeligt at efterligne andre på skrift og det er muligt at en anden end H.C. Andersen kan have skrevet Tællelyset.
Ejnar Askgaard, museumsinspektør ved Odense Bys Museer/H.C. Andersens Hus, er dog ikke i tvivl og mener, at eventyrets mangler kan skyldes, at det er skrevet, da han var meget ung og muligvis i hans skoletid.